# Ingrid Stöckl
Ingrid Stöckl (Tamsweg, 28 de marzo de 1969) es una deportista austríaca que compitió en esquí alpino.
Ganó una medalla de plata en el Campeonato Mundial de Esquí Alpino de 1991, en la prueba combinada. 

## Palmarés internacional
| Campeonato Mundial | Campeonato Mundial             | Campeonato Mundial | Campeonato Mundial |
| Año                | Lugar                          | Medalla            | Prueba             |
| ------------------ | ------------------------------ | ------------------ | ------------------ |
| 1991               | Saalbach-Hinterglemm (Austria) | Medalla de plata   | Combinada          |